# The Gallant Blade
The Gallant Blade (bra: A Espada Vingadora) é um filme de aventura estadunidense dirigido por Henry Levin e estrelado por Larry Parks. Foi lançado em 23 de outubro de 1948, pela Columbia Pictures.

## Elenco
- Larry Parks ...Lt. David Picard
- Marguerite Chapman ...Nanon de Lartigues
- Victor Jory ...Marshall Mordore
- George Macready ...General Cadeau
- Edith King ...Madame Chauvignac
- Michael Duane ...Paul Brissac
- Onslow Stevens ...General de la Garance
- Peter Brocco ...Sgt. Jacques
- Tim Huntley ...prefeito Lanier
- Ross Ford ...Henri

## Produção
A Columbia anunciou em 1945 que faria The Gallant Blade baseado em um conto de Alexander Dumas. Era para ser uma continuação de The Fighting Guardsman. O filme não foi feito imediatamente. Em 1947, Irving Starr foi anunciado como produtor e Charles Vidor como diretor. Vidor foi então substituído por Henry Levin. Larry Parks foi contratado para protagoniza-lo. Só que ele iniciou um processo judicial contra o estúdio em julho para rescindir o seu contrato. Posteriormente, Parks concordou em fazer o filme.
As filmagens começaram em 1º de dezembro de 1947.